# Dagombes
El Dagombes són grup ètnic de Ghana que viuen al regne tradicional del país Dagbon, sovint anomenat també Dagomba a Ghana del Nord. Són aproximadament 825.736 (2002). Habiten la Regió del nord en el que s'anomena Regne de Dagbon en l'espars de la regió de sabana sota el cinturó sahelià, conegut com el Sudan. Parlen la llengua dagomba o dagbani que pertany al subgrup Mossi-Dagbani dels llenguatges Gur. Hi ha al voltant de un milió de parlants de la llengua. Els dagombes estan històricament relacionats als mossis. El More/Mossi ara tenen la seva pàtria a Burkina Faso. La pàtria del dagombes és anomenada Dagbon i cobreix aproximadament 20.000 km².
- Vegeu Dagomba